# قراصة
القراصة (الاسم العلمي: Acalyphes)، جنس عث أحادية الطراز من فصيلة الأرفية.
تم العثور على نوعه الوحيد، Acalyphes philorites، في أستراليا، حيث يتغذى على الصنوبر القلمي (Athrotaxis cupressoides). تم وصف كل من الجنس ونوع لأول مرة من قبل ألفريد جيفريس تورنر في عام 1926.